# Blenina borneonis
Blenina borneonis är en fjärilsart som beskrevs av Embrik Strand 1917. Blenina borneonis ingår i släktet Blenina och familjen trågspinnare. Inga underarter finns listade i Catalogue of Life.